# Pepeta Planas i Capdevila
Pepeta Planas i Capdevila (Ripoll, 1 de gener de 1925 - Barcelona, 9 de juliol de 2006) fou una esquiadora catalana, pionera de l'esquí alpí a Catalunya.

## Biografia
Nascuda a Ripoll, Pepeta Planas es traslladà a la Molina amb la seva família quan tenia deu anys, i aviat començà a esquiar a l'Estació d'Esquí de la Molina, mentre continuava dedicant-se a la pagesia.
Va començar a competir amb el Centre Excursionista de Catalunya i va protagonitzar una carrera competitiva plena d'èxits consecutius poc freqüents per a una dona i per a l'època en què va assolir-los. Va ser campiona de Catalunya els anys 1941 (descens), 1942, 1943, 1944 (absoluta), 1945 (absoluta), 1947 (absoluta), 1948, 1949 i 1950; campiona d'Espanya els anys 1944 (absoluta), 1945 (absoluta), 1947 (absoluta), 1948, 1949 i 1950. El 1947 també fou campiona d'Andorra. Aquell mateix any no va perdre cap competició en què va prendre part. L'any 1948, a Suïssa, va córrer el Derbi del Gornegrat i el Descens del Blauher amb les campiones del món i es classificà en vuitena posició. L'any 1950 també va guanyar l'habilitat «Trofeu Blanc». El 1951 i següents fou diverses vegades campiona de Girona.
Pepeta va tenir temps i dedicació per construir una família, es va casar el dia 2 d'octubre del 1951 i durant els tres anys següents va tenir tres fills, que van començar a esquiar de ben petits. Ha estat la primera monitora de l'Escola Espanyola d'Esquí. Promotora, juntament amb Mullor i Segalà, de la Secció d'Esquí del Centre Excursionista de Catalunya, i de l'esquí a la Vall d'Aran, d'on sortí un bon planter de campions. Els esquís que utilitzava eren de fusta, els lacava i els encerava cada dia. Al matí, amb gairebé un metre de neu i sense telesquís ni remuntadors –perquè no hi havia mitjans mecànics–, anava per les passeres que es formaven de trepitjar tots pel mateix lloc arribant a Costa Rasa –amb 10 o més graus sota zero–, amb dificultat fins i tot per respirar. Els diumenges treballava i la resta de la setmana s'entrenava tota sola, amb pals d'avellaner que ella mateixa s'havia fet. Es muntava un eslàlom amb una «xicana» i un mínim de quinze portes molt juntes, que passava una vegada i una altra amb els esquís de fusta, llargs i pesats. Quan ja considerava que havia suat prou, somiava amb el descens fins a la Casa Vella, Can Serradell.
Una de les maneres que feia servir Pepeta Planas per preparar-se físicament era aprofitar el trajecte de la locomotora, quan el cap de l'Estació de la Molina li donava la sortida amb la campana. Pepeta sortia amb la bicicleta i arribava a Alp al mateix temps que la locomotora. D'aquí ve que s'hagi dit d'ella que «va tan ràpida com el tren». Això era part del seu entrenament per començar l'època de neu plena de força física. Va practicar també altres esports: l'equitació, el ciclisme o el tennis, que va començar jugant a l'andana de l'estació. De gran va continuar participant en totes les competicions nacionals i internacionals en categoria de veterans amb força èxit, amb voluntat de vencedora, sempre que el seu lesionat cor i les obligacions a l'Hotel Roc Blanc de La Molina li ho permetessin. L'any 1990 es classificà en tercer lloc en la seva categoria, amb diploma, en la «Copa del Món de Veterans-Internacional Master Cup-Final 1990», on encara tenia previst continuar participant mentre pogués.
L'any 1977 la Delegació Provincial d'Educació Física i Esports li va fer un homenatge pels seus mèrits i la seva tasca sense descans en pro de la difusió i la propagació de l'esquí. El 1983 li fou atorgada la Medalla d'Or a l'Esport de la Generalitat de Catalunya. Rebé també al 1991 el guardó de Forjadors de la Història Esportiva de Catalunya.

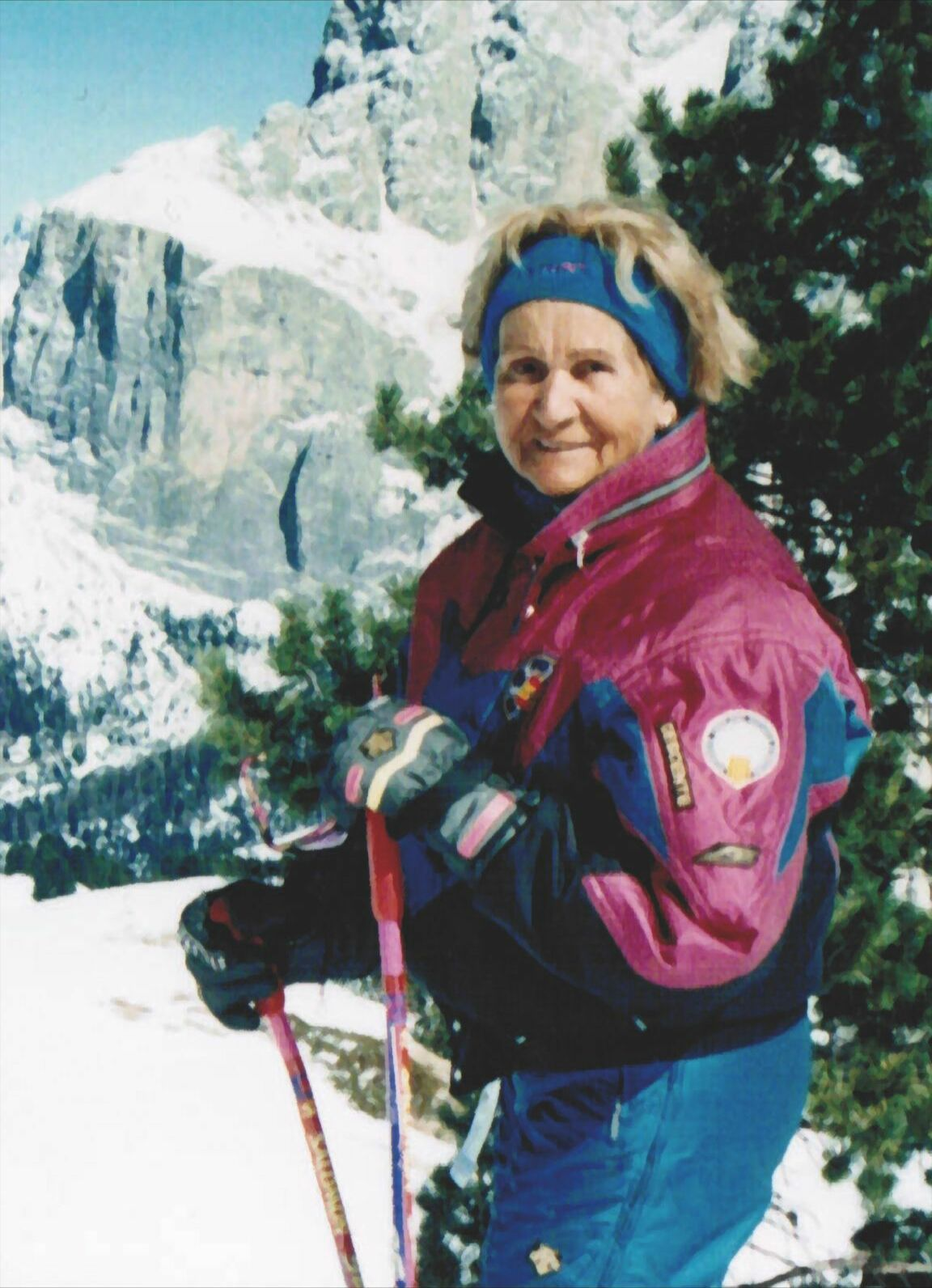

## Llegat i memòria
Cada any se celebra a La Molina el Trofeu Memorial Pepeta Planas, una de les curses de la categoria de veterans més tradicionals del panorama de màsters de l'estat, instituït pels seus fills, en memòria d'aquesta pionera.